# Taskmaster
Taskmaster (abgekürzt TM) ist eine britische Spielshow, die von 2015 bis 2019 durch den Fernsehsender Dave (BBC) und seit der 10. Staffel im Jahr 2019 durch Channel 4 produziert wird. Die Sendung umfasst 19 Staffeln sowie 9 Sonderausgaben, davon fünf als Neujahrs-Special und vier „Champion-of-Champions“-Folgen. Es sollen bis 2026 noch mindestens vier weitere Staffeln ausgestrahlt werden.

## Geschichte
Die Idee für die Sendung kam dem britischen Komiker Alex Horne im Jahre 2009. Ursprünglich plante Horne ein Programm über zwei Jahre, in welchem er Comedians regelmäßig unterschiedliche Aufgaben (engl. Tasks) stellen wollte. Schlussendlich zeigte der Fernsehsender Dave, welcher zur BBC gehört, Interesse an dem Konzept und entschied sich 2014 zur Produktion als Fernsehserie, welche pro Staffel insgesamt sechs Stunden Sendezeit umfassen sollte. Die Erstausstrahlung fand 2015 statt. Nach der 10. Staffel wurde die Produktion durch den Sender Channel 4 übernommen. Alle Folgen der Serie sind außerdem über die Videoplattform YouTube kurz nach der Ausstrahlung im Fernsehen frei verfügbar.

## Konzept
Horne moderiert die Sendung nicht selbst, sondern tritt als „Taskmaster's Assistant“ (Assistent des Aufgabenmeisters) auf und begleitet pro Staffel jeweils fünf Comedians bei verschiedenen Aufgaben, die diese zu erfüllen haben. Die Sendung selbst wird in einem Studio von Greg Davies, dem „Taskmaster“, moderiert.
Zu Beginn jeder Sendung müssen die Kandidaten zu einem bestimmten Thema einen Gegenstand mit ins Studio bringen (bspw. das komischste Objekt, oder das beste Objekt, wenn man alleine auf eine Party geht,…), während der Taskmaster jeweils mit Punkten von 1–5 bewertet, wie gut er diese findet.
Anschließend folgen mehrere Einspieler von komplexeren Aufgaben, die zuvor durch Horne mit den Kandidaten durchgeführt und gefilmt wurden. Diese Aufgaben werden immer in einem versiegelten Brief auf verschiedene (teilweise mit der Aufgabe zusammenhängende) Weise überreicht. Die Aufgabe muss immer laut vorgelesen werden. Die Aufgaben, die den Teilnehmern gestellt werden, reichen von einfachen körperlichen Herausforderungen bis hin zu komplexeren oder künstlerischen Aufgaben. Manche Aufgaben haben ein Zeitkontingent, welches nach der Brieflesung startet, oder sie bestehen aus mehreren Teilen, teilweise auch beides. Häufig werden Aufgaben durchgeführt, ohne zu wissen, dass es noch einen zweiten Teil gibt, wodurch manche Kandidaten sich die Aufgabe selbst schwerer machen.
Mehrmals pro Staffel gibt es auch Teamaufgaben, bei denen die Kandidaten in zwei Teams aufgeteilt werden. Hier erhalten je nach Bestehen der Aufgabe alle Mitglieder eines Teams die gleiche Punktzahl.
Um die Aufgaben zu lösen, müssen die Teilnehmer oft ein gewisses Maß an Logik, Kreativität oder Querdenken anwenden, um das Ziel zu erreichen. Die Teilnehmer können disqualifiziert werden und keine Punkte für eine Aufgabe erhalten, wenn sie das Ziel der Aufgabe nicht erreichen, versehentlich eine der Regeln der Aufgabe brechen oder schummeln.
Ebenfalls sind Bonuspunkte teilweise möglich. Gelegentlich werden einem Teilnehmer allein Aufgaben gestellt, die ihm vorgaukeln, dass die anderen dieselbe Aufgabe erfüllen; dafür kann Davies Bonuspunkte vergeben.
Am Ende jeder Folge gibt es eine Aufgabe, welche vor dem Live-Publikum durchgeführt wird; hier gibt es das gleiche Punktesystem wie bei den regulären Aufgaben.
Der Kandidat mit den meisten Punkten in einer Folge erhält alle mitgebrachten Objekte aus der ersten Aufgabe als Preise. Die höchste Punktzahl am Ende der Staffel wird mit einem vergoldeten Kopf von Greg Davies belohnt.
Nach fünf Staffeln gibt es immer eine Spezialausgabe unter dem Titel Champion of Champions, in der alle Sieger der vorherigen fünf Staffeln nochmals antreten. Der Sieger dieser Folge erhält den restlichen vergoldeten Körper von Davies.
Seit 2021 gibt es ein Neujahrs-Special, bei welchem man um die vergoldeten Augenbrauen des Taskmasters spielt.

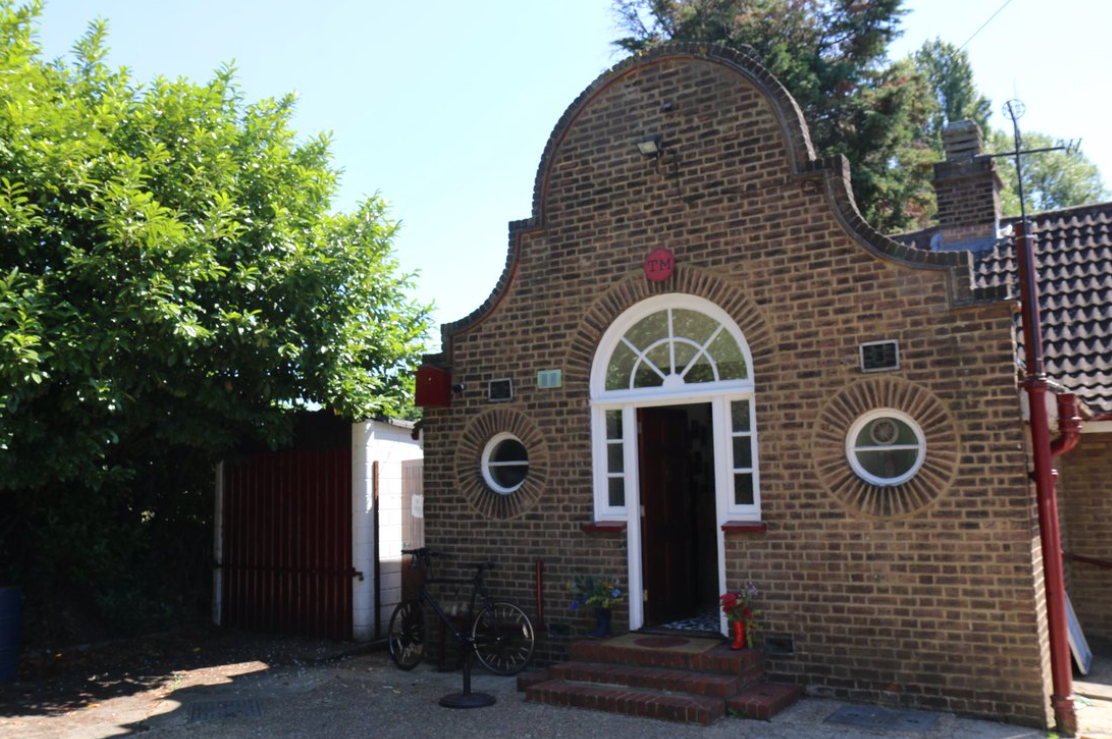
Taskmaster House

Die aufgenommenen Aufgaben spielen häufig im sogenannten „Taskmaster House“ in London-Chiswick (Lage). Dieses besteht aus dem Wohnzimmer mit einem Porträt des Taskmasters, der Küche, „The Lab“, seit Staffel 4 einem Wohnwagen, einem Schuppen oder seit Staffel 16 einer zusätzlichen Lodge. Das Design speziell im Wohnzimmer und das Gemälde von Davies werden zu jeder Staffel geändert und mit einer dazu passenden Variante des Themensongs untermalt. Anfangs war das Portraitdesign an bekannte Künstler angelehnt; ab Staffel 8 wurde das komplette Wohnzimmer zum Staffeldesign angepasst. Hinzu kommen zusätzliche Drehorte für einen Teil der im Voraus aufgezeichneten Aufgaben, die ebenfalls für jede Staffel geändert werden.
| Staffel               | Porträt-/Wohnzimmerdesign      | Externe Drehorte                                               |
| --------------------- | ------------------------------ | -------------------------------------------------------------- |
| 1                     | Andy Warhol                    | Eden Shopping Centre, Sportplatz der University of Westminster |
| 2                     | Salvador Dalí                  | Rathaus von Chesham, Northala Fields, River Misbourne          |
| 3                     | Roy Lichtenstein               | Barn Elms Sports Trust                                         |
| 4                     | Vincent van Gogh               | Chesham United                                                 |
| 5                     | René Magritte                  | Frensham Common Great Pond                                     |
| 6                     | M. C. Escher                   | Girlguiding Hauptgebäude, The Black Horse Inn (Chesham)        |
| 7                     | Pablo Picasso                  | Woodrow High House                                             |
| 8                     | Anime/Japan                    | Buckinghamshire Railway Centre                                 |
| 9                     | Giuseppe Arcimboldo            | Living Props                                                   |
| 10                    | Wilder Westen                  | Printworks                                                     |
| 11                    | Sowjetunion                    | White Waltham Airfield                                         |
| 12                    | Steampunk                      | All Saints Pastoral Centre                                     |
| 13                    | Mexiko/Tag der Toten           | Barnes Hockey Club Pitch, Chiltern Open Air Museum             |
| 14                    | Zirkus                         | Gatwick Airport South Terminal                                 |
| 15                    | 1970er, Woodstock, Psychedelic | Frogmore Paper Mill                                            |
| 16                    | 1920er                         | Wormsley Park                                                  |
| 17                    | Viktorianisch                  | Kennel Farm, Amersham, Buckinghamshire.                        |
| 18                    | Seefahrt                       | Thorpe Park                                                    |
| 19                    | Wissenschaft/Technik           | Painshill Park                                                 |
| 20                    | Grant Wood                     | Pferderennbahn Sandown Park                                    |
| Champion of Champions | König/Gold                     | -                                                              |
| New Years Treat       | Kino/Stummfilm                 | -                                                              |

Ein zusätzlicher, in mehreren Staffeln verwendeter Drehort ist ein Pavillon in Dukes Meadows.

## Besetzung
Im Studio sitzen die Kandidaten, außer bei der Live-Aufgabe, auf einer Stuhlreihe in alphabetischer Reihenfolge der Vornamen von links nach rechts.
Legende: _ = Staffel Champion | NYT = New Year Treat (Neujahrs-Special) | CoC = Champion of Champions
| Staffel | Episoden | Jahr | Sitzplan            | Sitzplan             | Sitzplan            | Sitzplan           | Sitzplan                          |
| Staffel | Episoden | Jahr | 1.                  | 2.                   | 3.                  | 4.                 | 5.                                |
| ------- | -------- | ---- | ------------------- | -------------------- | ------------------- | ------------------ | --------------------------------- |
| 1       | 6        | 2015 | Frank Skinner       | Josh Widdicombe      | Roisin Conaty       | Romesh Ranganathan | Tim Key                           |
| 2       | 5        | 2016 | Doc Brown           | Joe Wilkinson        | Jon Richardson      | Katherine Ryan     | Richard Osman                     |
| 3       | 5        | 2016 | Al Murray           | Dave Gorman          | Paul Chowdhry       | Rob Beckett        | Sara Pascoe                       |
| 4       | 8        | 2017 | Hugh Dennis         | Joe Lycett           | Lolly Adefope       | Mel Giedroyc       | Noel Fielding                     |
| 5       | 8        | 2017 | Aisling Bea         | Bob Mortimer         | Mark Watson         | Nish Kumar         | Sally Phillips                    |
| CoC I   | 2        | 2017 | Bob Mortimer        | Josh Widdicombe      | Katherine Ryan      | Noel Fielding      | Rob Beckett                       |
| 6       | 10       | 2018 | Alice Levine        | Asim Chaudhry        | Liza Tarbuck        | Russell Howard     | Tim Vine                          |
| 7       | 10       | 2018 | James Acaster       | Jessica Knappett     | Kerry Godliman      | Phil Wang          | Rhod Gilbert                      |
| 8       | 10       | 2019 | Iain Stirling       | Joe Thomas           | Lou Sanders         | Paul Sinha         | Sian Gibson                       |
| 9       | 10       | 2019 | David Baddiel       | Ed Gamble            | Jo Brand            | Katy Wix           | Rose Matafeo                      |
| 10      | 10       | 2020 | Daisy May Cooper    | Johnny Vegas         | Katherine Parkinson | Mawaan Rizwan      | Richard Herring                   |
| NYT I   | 1        | 2021 | John Hannah         | Krishnan Guru-Murthy | Nicola Coughlan     | Rylan Clark        | Shirley Ballas                    |
| 11      | 10       | 2021 | Charlotte Ritchie   | Jamali Maddix        | Lee Mack            | Mike Wozniak       | Sarah Kendall                     |
| 12      | 10       | 2021 | Alan Davies         | Desiree Burch        | Guz Khan            | Morgana Robinson   | Victoria Coren Mitchell           |
| NYT II  | 1        | 2022 | Adrian Chiles       | Claudia Winkleman    | Jonnie Peacock      | Lady Leshurr       | Sayeeda Warsi                     |
| 13      | 10       | 2022 | Ardal O’Hanlon      | Bridget Christie     | Chris Ramsey        | Judi Love          | Sophie Duker                      |
| CoC II  | 1        | 2022 | Ed Gamble           | Kerry Godliman       | Liza Tarbuck        | Lou Sanders        | Richard Herring                   |
| 14      | 10       | 2022 | Dara Ó Briain       | Fern Brady           | John Kearns         | Munya Chawawa      | Sarah Millican                    |
| NYT III | 1        | 2023 | Amelia Dimoldenberg | Carol Vorderman      | Greg James          | Mo Farah           | Rebecca Lucy Taylor (Self Esteem) |
| 15      | 10       | 2023 | Frankie Boyle       | Ivo Graham           | Jenny Eclair        | Kiell Smith-Bynoe  | Mae Martin                        |
| 16      | 10       | 2023 | Julian Clary        | Lucy Beaumont        | Sam Campbell        | Sue Perkins        | Susan Wokoma                      |
| NYT IV  | 1        | 2024 | Deborah Meaden      | Kojey Radical        | Lenny Rush          | Steve Backshall    | Zoe Ball                          |
| CoC III | 1        | 2024 | Dara Ó Briain       | Kiell Smith-Bynoe    | Morgana Robinson    | Sarah Kendall      | Sophie Duker                      |
| 17      | 10       | 2024 | Joanne McNally      | John Robins          | Nick Mohammed       | Sophie Willan      | Steve Pemberton                   |
| 18      | 10       | 2024 | Andy Zaltzman       | Babatunde Aléshé     | Emma Sidi           | Jack Dee           | Rosie Jones                       |
| NYT V   | 1        | 2024 | David James         | Hannah Fry           | Martin Lewis        | Melanie Blatt      | Sue Johnston                      |
| 19      | 10       | 2025 | Fatiha El-Ghorri    | Jason Mantzoukas     | Mathew Baynton      | Rosie Ramsey       | Stevie Martin                     |
| 20      | 10       | 2025 | Ania Magliano       | Maisie Adam          | Phil Ellis          | Reece Sheersmith   | Sanjeev Bhaksar                   |

## Ableger
Die Sendung erhielt mehrere Auszeichnungen und ist bis heute ein großer Erfolg. Neben dem britischen Original werden mehrere Ableger der Serie produziert, unter anderem in Australien, Neuseeland, Belgien, Dänemark, Kroatien, Norwegen, Schweden, Finnland, Spanien, Portugal, Kanada und den Vereinigten Staaten von Amerika.
2024 erschien die erste Staffel des Ablegers Junior Taskmaster im Vereinigten Königreich. Im Gegensatz zu anderen Ablegern waren die Kandidaten Kinder im Alter von neun bis elf Jahren, die sich über mehrere Runden für das Finale qualifizieren mussten. Die Rolle des Taskmasters übernahm Rose Matafeo; die des Assistenten übernahm Mike Wozniak. Beide nahmen zuvor selbst als Kandidaten an der Sendung teil. 
Ebenfalls 2024 startete exklusiv auf Youtube das Format Ultimate Episode, bei der ehemalige Teilnehmende eine eigene Folge aus Tasks zusammenstellen, die ihnen besonders in Erinnerung geblieben sind. Diese Tasks kommentieren sie anschließend und erzählen, weswegen sie genau diese ausgewählt haben. Der erste Teilnehmer in diesem Format war Kiell Smith-Bynoe.
Deutscher Ableger
2017 ließ RTL in Düsseldorf 2 Pilotfolgen eines deutschen Ablegers der Sendung produzieren. Als Taskmaster sollte hierbei Atze Schröder fungieren, während Carsten van Ryssen die Rolle des Assistenten übernehmen sollte. 2018 erklärte der Sender, dass die Sendung nicht in Produktion gehen werde und die aufgezeichneten Pilotfolgen nicht ausgestrahlt werden. Als Besetzung im Panel der ersten deutschen Staffel waren Janine Kunze, Chris Tall, Markus Krebs, Daniele Rizzo und Detlef Steves angekündigt.

## In anderen Medien

### Bücher
2018 veröffentlichte Alex Horne das Buch Taskmaster — 200 Extraordinary Tasks for Ordinary People. Task 185 enthielt Koordinaten und ein Datum zusammen mit der Aufforderung, um 11 Uhr dort zu sein und sein eigenes Picknick mitzubringen. Etwa 1800 Menschen folgten der Aufforderung und kamen zu einer Wiese nahe Hornes Wohnort. Im September 2019 erschien eine aktualisierte Ausgabe mit insgesamt 220 Aufgaben. Vorherige Aufgaben mit konkretem Abschlussdatum wurden durch neue ersetzt, welche jederzeit gespielt werden können. 2022 erschien außerdem Bring Me The Head Of The Taskmaster, ein Buch mit 101 neuen Aufgaben. Innerhalb des Buches können Hinweise gefunden werden, die die schnellste Person zu einem versteckten Kopf des Taskmasters führen.
Im November 2024 erschien An Absolute Casserole. Ten Years of Taskmaster (übersetzt Ein absoluter Auflauf. Zehn Jahre Taskmaster). Der Titel bezieht sich auf ein Zitat von Mike Wozniak. Im Buch spricht Horne über die Entstehung und den Verlauf von Taskmaster anlässlich des zehnten Jubiläums.

### Brettspiele
2018 erschien Taskmaster – The Boardgame (übersetzt Taskmaster – Das Brettspiel), bei dem Spielende eine Reihe von Aufgaben aus der Sendung nachspielen können. Das Spiel erhielt bei der UK Games Expo 2020 sowohl den Publikums- als auch den Jurypreis in der Kategorie Partyspiel. 2021 erschien eine Ergänzungsbox mit zusätzlichen Aufgaben.
2024 erschien Taskmaster – The Secret Series. Das Format des Spieles folgt dem des vorherigen Brettspiels, wird nun aber in zehn „Episoden“ gespielt, ähnlich dem Format einer Fernsehstaffel. Am Ende wird ein Gesamtsieger über alle zehn Sitzungen hinweg gekrönt.
Zudem erschien 2025 ein Adventskalender, bei dem jedes Türchen einen Raum des Taskmasterhauses darstellt. Darin befindet sich jeweils ein Task, mit dem man herausfindet, welches der nicht nummerierten Türchen am kommenden Tag zu öffnen ist. Nebenbei lösen die Spielenden eine Geschichte um den verschwundenen Alex Horne.

### VR-Adaption
2024 erschien mit Taskmaster VR eine Adaption des Formates als Virtual Reality Spiel. Taskmaster VR kann sowohl bei Steam als auch im Meta Store erworben werden.

### #HomeTasking
Während des ersten Corona-Lockdowns 2020 startete Horne über den Taskmaster Youtubekanal das Format #HomeTasking. Hierbei wurden eine Reihe von Aufgaben gestellt, die unter Einhaltung der Lockdown-Regeln erfüllt und mit dem entsprechenden Hashtag versehen bei Twitter gepostet werden sollten. Eine Zusammenstellung der besten Versuche zusammen mit Greg Davies Wertung der besten zehn Beiträge wurde anschließend auf Youtube hochgeladen. Im Januar 2021 folgte aufgrund eines erneuten Lockdowns eine weitere Reihe von #HomeTasking.

### Podcasts
Im Oktober 2020, einen Tag nach der Erstausstrahlung der ersten Folge der 10. Staffel, startete der offizielle Taskmaster Podcast. Zunächst folgte Moderator Ed Gamble, Sieger der vorherigen Staffel, zusammen mit einem wechselnden Gast dem Verlauf der zu dem Zeitpunkt neuen Staffel. Seit deren Ende werden jedoch auch ältere Folgen im Podcast besprochen.
Ein zweiter offizieller Podcast wurde im April 2022 unter dem Namen Taskmaster: The People's Podcast gestartet. Im Gegensatz zu dem von Gamble moderierten Format sprechen hier Jenny Eclair (vormals Lou Sanders) und Jack Bernhardt mit Fans oder gewähren Einblicke hinter die Kulissen der Sendung.

## Auszeichnungen
- 2016: Best TV Entertainment Show (British Comedy Guide Awards)
- 2017: Best TV Entertainment Show (British Comedy Guide Awards)
- 2018: Best TV Entertainment Show (British Comedy Guide Awards)
- 2020: Best Comedy and Comedy Entertainment Programme (British Academy Television Award)
- 2020: Best TV Entertainment Show (British Comedy Guide Awards)
- 2021: Comedy of the Year (British Comedy Guide Awards)
- 2022: Best TV Entertainment Show (British Comedy Guide Awards)
- 2022: Best Comedy Entertainment Series (National Comedy Awards)
- 2023: Best Comedy Entertainment Series (National Comedy Awards)